# Morgan Plus Six
La Morgan Plus 6 est un roadster du constructeur automobile britannique Morgan produite à partir de 2019.

## Présentation

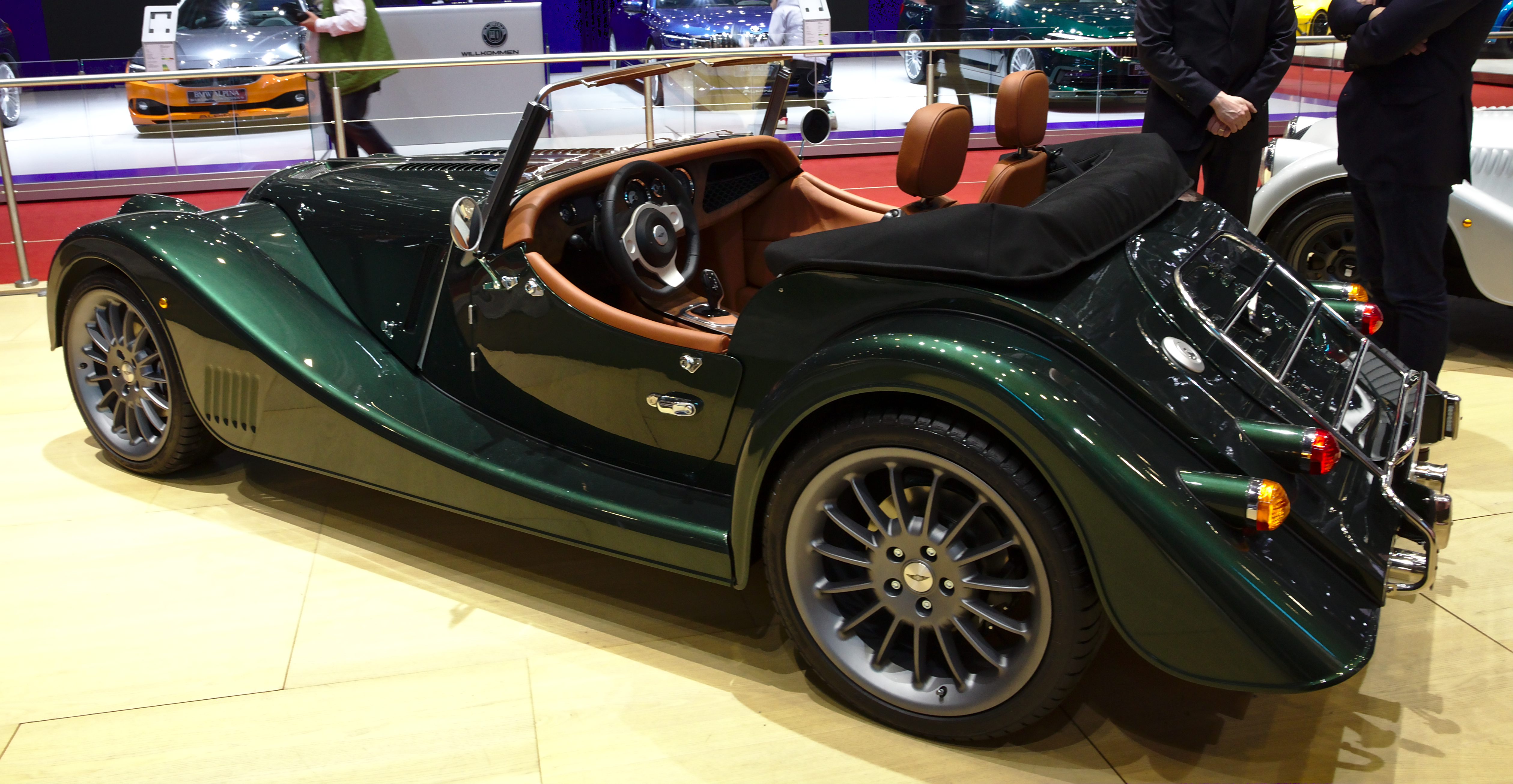
Vue de l'arrière

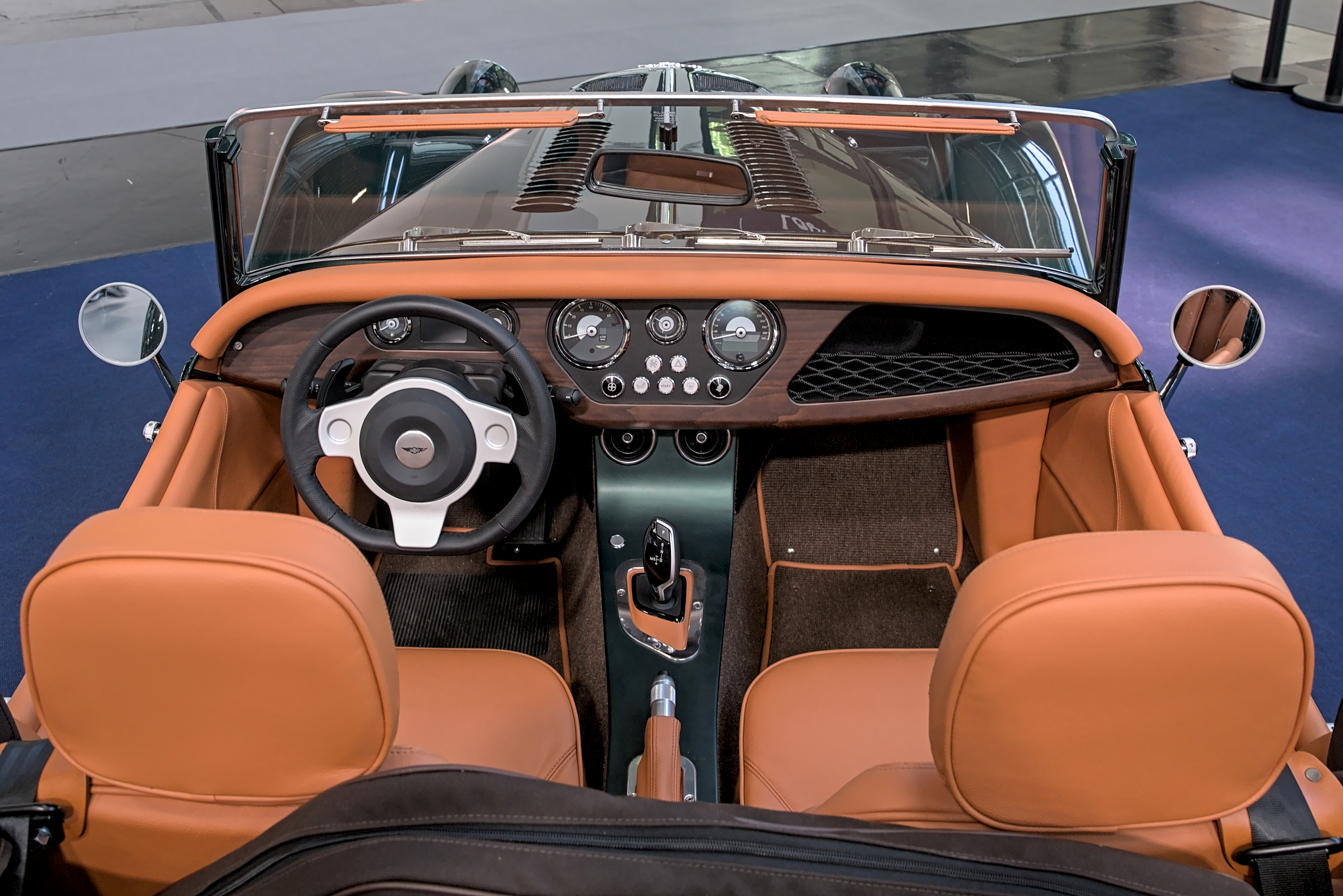
Intérieur

La Morgan Plus 6 est présentée au salon international de l'automobile de Genève 2019. Elle est produite à raison de 300 exemplaires annuels.

### Phase 2
Le 10 novembre 2022, Morgan présente un léger restylage de la Plus Six avec une mise à jour technologique, comprenant un nouveau système de freinage, de nouveaux amortisseurs, l'installation d'un système audio Sennheiser, d'un contrôle de stabilité ESC et d'airbags. Elle est produite à partir de janvier 2023.

## Caractéristiques techniques
La nouvelle Morgan repose sur une nouvelle plate-forme en aluminium collé associée à un cadre en bois nommée « CX-Generation », offrant une rigidité en torsion accrue de 100 % par rapport à la précédente plate-forme en aluminium utilisée par les autres modèles Morgan. L'empattement est allongé de 20 mm et participe à la progression de 31 % de l'espace intérieur.

### Motorisations
La Plus 6 est motorisée par un six cylindres en ligne TwinPower turbo d'origine BMW de 3 litres procurant une puissance de 340 ch, que l'on retrouve notamment dans la BMW Z4 III et la Toyota Supra V
|                            | Morgan Plus Six                |
| -------------------------- | ------------------------------ |
| Moteur                     | 6-cylindres (BMW B58)          |
| Admission                  | Bi-Turbocompressé              |
| Cylindrée (cm3)            | 2 998                          |
| Puissance maximale ch (kW) | 335 (250)                      |
| au régime de (tr/min)      | 6 500                          |
| Couple maximal (N m)       | 500                            |
| au régime de (tr/min)      |                                |
| Boîte de vitesses          | Automatique à 8 rapports       |
| Transmission               | Aux roues arrière (Propulsion) |
| Vitesse maximale (en km/h) | 267                            |
| 0-100 km/h (en s)          | 4,2                            |
| Consommation (en L/100 km) | 7,4                            |
| Émissions de CO2 (en g/km) | 179                            |
| Masse à vide (kg)          | 1 075                          |
| Capacité du réservoir (L)  |                                |
| Norme environnementale     | Euro 6                         |

## Finitions
- Bespoke
- Touring

### Séries limitées
Au lancement du modèle :
- Morgan Plus 6 «première édition» Emerald (Emerald First Edition), 100 exemplaires[6]
- Morgan Plus 6 «première édition» Moonstone (Moonstone First Edition), 100 exemplaires